# Krister Henriksson
Krister Henriksson (Häverö, 12 novembre 1946) è un attore svedese.
Ha interpretato il ruolo di Kurt Wallander nella serie televisiva svedese Wallander.
È sposato con l'attrice svedese Cecilia Nilsson dalla quale ha avuto un figlio, inoltre ha avuto altre due figlie da un precedente matrimonio.

## Filmografia

### Cinema
- Mamma, pappa, barn, regia di Marie-Louise De Geer Bergenstråhle (1978)
- Frihetens murar, regia di Marianne Ahrne (1978)
- Barnförbjudet, regia di Marie-Louise De Geer Bergenstråhle (1979)
- Blomstrande tider, regia di John Olsson (1980)
- Moa, regia di Anders Wahlgren (1986)
- På liv och död, regia di Marianne Ahrne (1986)
- Nionde kompaniet, regia di Colin Nutley (1987)
- Täcknamn Coq Rouge, regia di Per Berglund (1989)
- 1939, regia di Göran Carmback (1989)
- Pelle flyttar till Konfusenbo, regia di Johanna Hald (1990)
- Kaninmannen, regia di Stig Larsson (1990)
- Vi ses i Krakow, regia di Agneta Fagerström-Olsson (1992)
- Hammar, regia di Håkan Alexandersson (1992)
- Min store tjocke far, regia di Kjell-Åke Andersson (1992)
- Kärlekens himmelska helvete, regia di Agneta Fagerström-Olsson (1993)
- Älvakungen dyker upp, regia di Hans Alfredson (1996)
- Christmas Oratorio (Juloratoriet),[1] regia di Kjell-Åke Andersson (1996)
- Kalle Blomkvist - Mästerdetektiven lever farligt, regia di Göran Carmback (1996)
- 1996: Pust på meg!, regia di Eva Dahr, Oddvar Einarson, Mona J. Hoel, Marius Holst, Eva Isaksen (1997)
- Slutspel, regia di Stephan Apelgren (1997)
- Svensson, Svensson - Filmen, regia di Björn Gunnarsson (1997)
- Il comandante Hamilton (Hamilton), regia di Harald Zwart (1998)
- Sanna ögonblick, regia di Lena Koppel e Anders Wahlgren (1998)
- Veranda för en tenor, regia di Lisa Ohlin (1998)
- Changing Directions, regia di Maria Essen (1999)
- Lusten till ett liv, regia di Christer Engberg (1999)
- Klinkevals, regia di Hans Kristensen (1999)
- L'infedele (Trolösa), regia di Liv Ullmann (2000)
- Juliane, regia di Hans Kristensen (2000)
- Pelle Svanslös och den stora skattjakten, regia di Mikael Ekman (2000)
- Når nettene blir lange, regia di Mona J. Hoel (2000)
- En förälskelse, regia di Mats Arehn (2001)
- L'amico di Tsatsiki (Tsatsiki - Vänner för alltid), regia di Eddie Thomas Petersen (2001)[2]
- Executive Protection (Livvakterna), regia di Anders Nilsson (2001)
- Reconstruction, regia di Christoffer Boe (2003)
- Sex hopp och kärlek, regia di Lisa Ohlin (2005)
- Den enskilde medborgaren, regia di Claes Eriksson (2006)
- Solstorm, regia di Leif Lindblom (2007)
- Kyss mig, regia di Alexandra-Therese Keining (2011)

### Televisione
- Selambs, regia di Bengt Lagerkvist - miniserie TV (1979)
- Linje lusta, regia di Bo Widerberg - film TV (1981)
- Som ni behagar - film TV (1982)
- Ett hjärta av guld, regia di Lars Sjögren - film TV (1982)
- Profitörerna - miniserie TV (1983)
- Colombe, regia di Bernt Callenbo - film TV (1983)
- Konsert för en sluten avdelning - film TV (1984)
- Femte generationen, regia di Colin Nutley - film TV (1986)
- Paganini från Saltängen, regia di Kurt-Olof Sundström - film TV (1987)
- Hästens öga, regia di Lárus Ýmir Óskarsson - film TV (1987)
- Påsk, regia di Bengt Lagerkvist - film TV (1988)
- Vägen hem, regia di Colin Nutley - film TV (1989)
- Fiendens fiende - serie TV, episodi 1x05, 1x06 (1990)
- Kära farmor, regia di Bernt Callenbo - miniserie TV (1990)
- Med en helvetes kraft - film TV (1991)
- Sista vinden från Kap Horn, regia di Agneta Fagerström-Olsson - film TV (1991)
- Fasadklättraren, regia di Rumle Hammerich - film TV (1991)
- Facklorna, regia di Åke Sandgren - film TV (1991)
- Den korsikanske biskopen, regia di Søren Kragh-Jacobsen - miniserie TV (1993)
- Incidente mortale (Den gråtande ministern) - serie TV, episodi 1x01, 1x02, 1x03 (1993)
- Frihetens skugga, regia di Birger Larsen - miniserie TV (1994)
- En nämndemans död, regia di Stephan Apelgren - miniserie TV (1995)
- Majken, regia di Kjell-Åke Andersson - miniserie TV (1995)
- Som löven i Vallombrosa, regia di Ulla Gottlieb - miniserie TV (1995)
- Zonen - serie TV (1996)
- Svensson Svensson - serie TV, episodio 2x10 (1996)
- Ett sorts Hades, regia di Lars Norén - film TV (1996)
- OP7 - serie TV, episodio 1x01 (1998)
- Skärgårdsdoktorn - serie TV, episodio 2x04 (1998)
- Ivar Kreuger, regia di Lars Molin - film TV (1998)
- Trettondagsafton, regia di Mikael Ekman - film TV (1999)
- Gertrud, regia di Ulla Gottlieb - film TV (1999)
- Reuter & Skoog - serie TV, episodio 1x06 (2000)
- Brottsvåg - serie TV (2000)
- Labyrinten, regia di Daniel Bergman - miniserie TV (2000)
- Anderssons älskarinna, regia di Björn Runge - miniserie TV (2001)
- Kalle Blomkvist - Mästerdetektiven lever farligt, regia di Göran Carmback - film TV (2001)
- Hamilton, regia di Harald Zwart - miniserie TV (2001)
- Rederiet - serie TV, 31 episodi (2002)
- Bella bland kryddor och kriminella - serie TV, episodio 1x02 (2002)
- Tusenbröder - serie TV, episodi 2x02, 2x03 (2003)
- Kommissarie Winter - serie TV, 12 episodi (2004)
- The Return of the Dancing Master, regia di Urs Egger - film TV (2004)
- Wallander - serie TV, 27 episodi (2005-2012) - Kurt Wallander
- Doktor Glas - film TV (2009)
- Wallander - serie TV, 6 episodi (2013)  Den orolige mannen, Försvunnen, Sveket, Saknaden, Mordbrännaren e Sorgfågeln.

## Riconoscimenti
- Guldbagge
  - 1998 - Candidatura a miglior attore non protagonista per Slutspel
  - 1999 - Miglior attore per Veranda för en tenor
  - 2006 - Miglior attore per Sex hopp & kärlek

## Doppiatori italiani
Nelle versioni in italiano dei suoi film, Krister Henriksson è stato doppiato da:
- Michele Gammino in Wallander[3]
- Gino La Monica ne L'infedele[4]